# Seforis

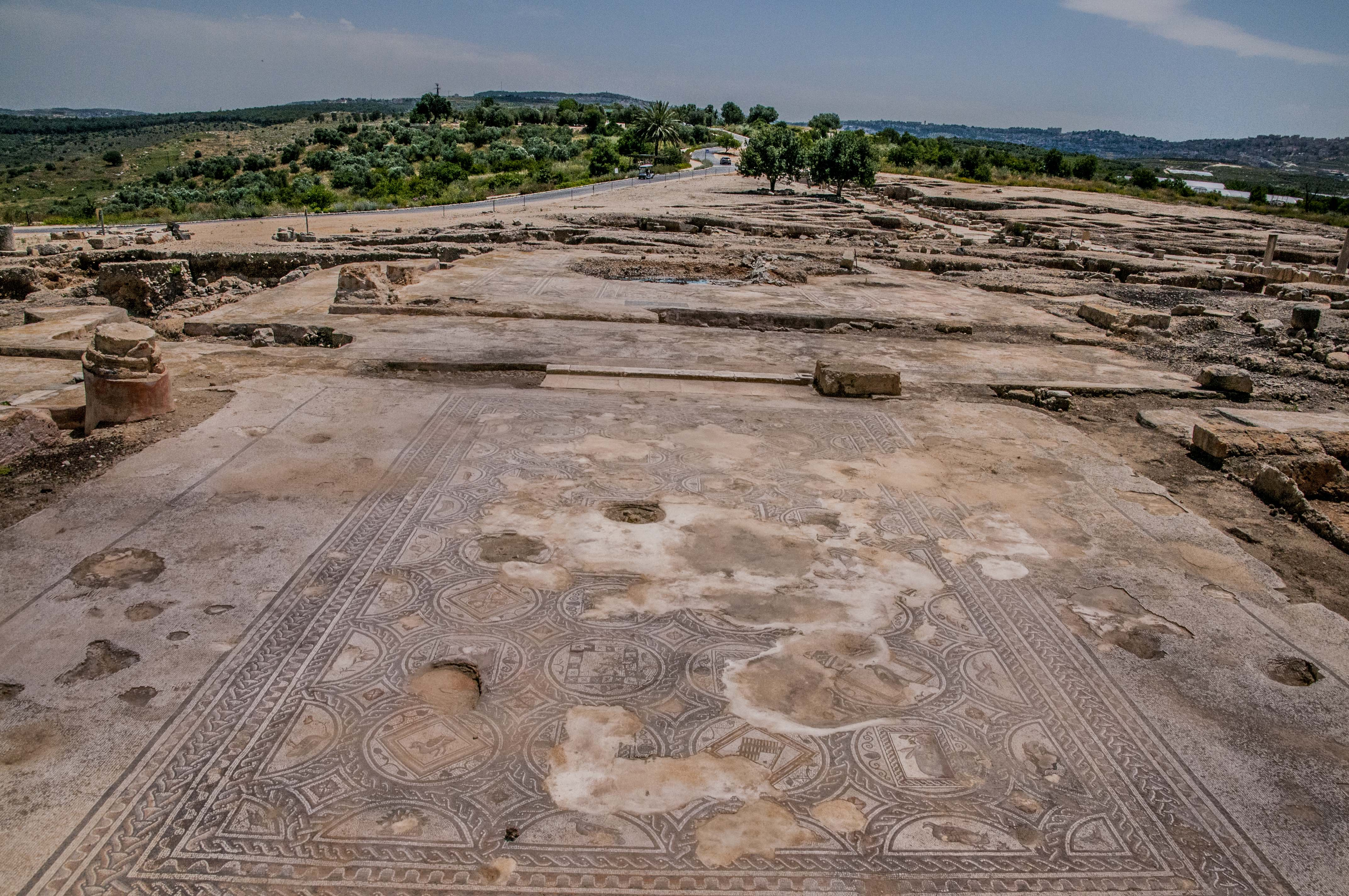
Paviments a Seforis

Seforis o Sepforis (grec antic: Σεπφώρις, Sepphoris) fou una ciutat de Galilea, esmentada sovint per Flavi Josep.
Fou probablement un establiment militar assiri fundat al segle vii aC que va continuar sota babilonis, perses i selèucides. Fou ocupada pels macabeus el 104 aC i els jueus la van anomenar Tzippori.
Antígon de Judea hi va establir una guarnició per fer front Herodes el Gran, però aquest la va ocupar (37 aC). Herodes hi va residir ocasionalment, però va quedar dins del domini romà incorporat a la província de Síria. Després de la mort d'Herodes el 4 aC., un tal Judes, fill d'un bandit local, Ezequies, va atacar a Seforis, aleshores al centre administratiu de Galilea, i, saquejant la seva tresoreria i arsenal, va armar els seus seguidors en una revolta contra el govern d'Herodes. El governador romà a Síria, Var, és informat per Flavi Josep, potser en una exageració, ja que l'arqueologia no ha pogut comprovar els rastres de la conflagració: va incendiar la ciutat i va vendre els seus habitants com a esclaus. La ciutat fou restaurada per Herodes Antipas que li va conferir estatus de ciutat independent (any 1) i la va anomenar Autocratis. Herodes el jove va establir a Seforis la residència reial i segurament es va dir Nerònies, abandonant la que fins aleshores havia estat la capital de Galilea, Tiberíades.
El 66 no es va unir a la Gran Revolta Jueva i va obrir les portes als romans el 67. Llavors fou anomenada Eirenòpolis («ciutat de la pau»). Vers el 125 el nom fou canviat a Diocesarea, que després de la revolta de Bar Kochba (132–135) fou refugi de molts jueus i va esdevenir centre de vida espiritual jueva.
El 363 fou destruïda per un terratrèmol però reconstruïda. Vers el 635 fou ocupada pels àrabs. Durant el període àrab (amb un parèntesi de domini dels croats) i després otomà es va dir Saffuriya. Va passar als britànics el 1918 i fou part d'Israel el 1948.
Les primeres excavacions es van fer el 1931 per Leroy Waterman.